# Ibridazioni tra esseri umani arcaici e moderni
Le ibridazioni tra esseri umani arcaici e moderni sono i possibili incroci avvenuti tra l'Homo sapiens, l'uomo di Neanderthal, l'Homo di Denisova e altri esseri umani arcaici. Il DNA derivato dai Neanderthal si attesta attorno al 2% nel genoma delle popolazioni eurasiatiche, mentre è assente o raro nel genoma della maggior parte degli individui dell'Africa. Nelle popolazioni dell'Oceania e del Sud-est asiatico è presente una frazione di DNA derivato dall'uomo di Denisova. Si stima che circa il 4-6% del genoma dei popoli melanesiani sia derivato dai Denisova. Ulteriori analisi non comparative del DNA avrebbero individuato, all'interno del corredo genetico dei popoli d'Africa, un ridotto apporto genetico derivante da un'arcaica popolazione ominide, oramai estinta.

## Neanderthaliani

### DNA
Attraverso il sequenziamento dell'intero genoma, uno studio del 2010 ha rivelato che i Neanderthal condividono più alleli con le popolazioni eurasiatiche (come francesi, cinesi han, o papuani) che con le popolazioni dell'Africa sub-sahariana (ad esempio, yoruba e san). Secondo lo studio, questo fenomeno è dovuto al recente flusso genico dai Neanderthal all'uomo moderno, dopo che quest'ultimo è uscito dall'Africa. La percentuale di DNA derivato dall'uomo di Neanderthal è stimato dall'1 al 4% del genoma negli eurasiatici moderni; successivamente questa percentuale è stata stimata intorno all'1,5-2,1%. Si è poi scoperto che la componente di Neanderthal negli esseri umani moderni non africani, ha più somiglianze con il Neanderthal di Mezmaiskaya (Caucaso) piuttosto che al Neanderthal di Altai (Siberia) o il Neanderthal di Vindija (Croazia). Nella popolazione umana moderna, almeno tra gli asiatici orientali e gli europei, il totale di DNA Neanderthal introgresso si estende su circa il 20% del genoma di Neanderthal.
Le prime popolazioni euroasiatiche, che circa 45.000 incontrarono i Neanderthal, possedevano una percentuale di DNA neandertaliano compresa tra 3.2–4.2%, maggiore a quella del all'1.8–2.3% stimata nell'uomo moderno. Il declino che si è osservato nei geni dei reperti datati in un periodo compreso tra 37.000 e 14.000 anni fa, non si può spiegare come conseguenza della mescolanza con popolazioni con ascendenza neandertaliana inferiore. Questo declino può invece derivare dalla selezione naturale che ha favorito gli individui con una minore quantità di DNA neandertaliano, portando alla sua progressiva eliminazione dal genoma umano moderno.
Per un'altra teoria, la maggior mescolanza iniziale tra sapiens e neaderthali, potrebbe derivare dalla circostanza che la popolazione di sapiens che uscì dall'Africa per costituire quella popolazione euroasiatica, che si incontrò con i neanderthal circa 45.000 anni fa, fosse geneticamente più vicina all'antenato comune delle due specie, amplificando così l'effetto dell'ibridazione.  Un'ibridazione sapiens-neanderthalensis recente è altresì confermata dai dati sulla base dell'effetto del linkage disequilibrium, per il quale, semplificando, blocchi di DNA tendono a "spezzarsi" per effetto della ricombinazione genetica con il trascorrere del tempo.
Studi recenti hanno mostrato una percentuale di DNA di origine Neanderthal più alta tra gli asiatici orientali che tra gli europei. Ciò indica che molto probabilmente almeno due eventi indipendenti di flusso genico devono essersi verificati tra i primi uomini moderni e che i primi antenati degli asiatici orientali si sono mescolati di più coi Neanderthal rispetto a quelli degli europei dopo la separazione dei due gruppi. Si stima che ci sia stato un ulteriore 20,2% (95% IC di 13,4-27,1%) di commistione Neanderthal in un secondo flusso genico tra gli asiatici orientali. È anche possibile, ma meno probabile, che la differenza sia stata causata da una diluizione nel caso europeo, dovuta a successive migrazioni fuori dall'Africa. Può anche essere dovuta ad una selezione negativa più bassa tra gli asiatici orientali rispetto agli europei. È stato anche osservato che c'è una piccola ma significativa variazione dei tassi di commistione Neanderthal all'interno delle popolazioni europee, ma nessuna variazione significativa tra i mongoloidi.
Uno studio 2012 ha scoperto che i nordafricani hanno una percentuale di genoma ereditato dai Neanderthal compresa tra quella degli eurasiatici (più alta) e quella dei negroidi subsahariani (più bassa). Tale studio ha anche dimostrato una grande variazione all'interno dei nordafricani stessi, a causa del loro corredo genetico ibrido caucasoide e negroide, ed essa è strettamente correlata alle percentuali di appartenenza a questi due genomi ancestrali. Nordafricani meridionali aventi una maggiore ascendenza negroide subsahariana presentano infatti percentuali più basse di genoma Neanderthal rispetto ai nordafricani mediterranei.
Un piccolo ma significante contributo dei Neanderthal è stato rilevato tra i Maasai, un popolo dell'Africa orientale. Dopo aver identificato origini africane e non africane tra i Masai, si può concludere che il flusso genico caucasoide è la fonte del contributo Neanderthal e che circa il 30% del genoma Neanderthal presso i Maasai può essere fatto risalire a non africani di circa 100 generazioni fa.
Attraverso l'estensione del linkage disequilibrium, è stato stimato che l'ultimo flusso di geni di Neanderthal tra i primi antenati degli europei si è verificato 47000-65000 anni fa (con prudenza si può arrivare fino a 86000 anni fa). In concomitanza con testimonianze archeologiche e fossili, si pensa che il flusso genico si sia verificato in qualche parte occidentale dell'Eurasia, forse nel Medio Oriente.
Nessuna evidenza di DNA mitocondriale Neanderthal è stata trovata negli esseri umani moderni. Questo sembra indicare che le mescolanze con gli uomini di Neanderthal avvennero paternalmente sul lato dei Neanderthal piuttosto che maternalmente. Tra le possibili ipotesi vi è quella secondo la quale l'mtDNA dei Neanderthal avrebbe avuto mutazioni dannose che hanno causato l'estinzione dei portatori, e quella secondo cui la prole ibrida delle madri di Neanderthal venne allevata all'interno di gruppi di Neanderthal estinguendosi con loro. Un'altra ipotesi suggerisce che gli Homo neanderthalensis di sesso femminile e gli Homo sapiens di sesso maschile non avrebbero potuto produrre prole fertile.
Recenti studi hanno trovato inoltre la presenza di grandi regioni genomiche con un apporto di Neanderthal fortemente ridotto negli esseri umani moderni a causa della selezione negativa, in parte causato dall'infertilità degli ibridi maschi. Queste grandi regioni caratterizzate dal basso contributo dei Neanderthal sono più frequenti nel cromosoma X - con un contributo Neanderthal cinque volte più basso di quello contenuto negli autosomi - e contengono un numero di geni specifici per i testicoli relativamente elevato, il che significa che gli esseri umani moderni hanno relativamente pochi geni di Neanderthal che si trovano nel cromosoma X o che si esprimono nei testicoli, in linea col fatto che l'infertilità maschile è influenzata da una grande quantità sproporzionata di geni nel cromosoma X. È anche stato dimostrato che l'origine Neanderthal sia stata selezionata contro percorsi biologici conservati, come l'elaborazione dell'RNA.
I geni che influenzano la cheratina sono risultati essere stati introgressi dagli uomini di Neanderthal negli esseri umani moderni (presenti tra caucasoidi e mongoloidi), il che suggerisce che questi geni hanno fornito un adattamento morfologico della pelle e dei capelli nell'uomo moderno in ambienti non africani. Questo vale anche per diversi geni coinvolti in fenotipi medici rilevanti, come quelli che interessano il lupus eritematoso sistemico, la cirrosi biliare primaria, la malattia di Crohn, la dimensione della papilla ottica, la dipendenza dal fumo, i livelli di interleuchina 18 e il diabete mellito di tipo 2.
In uno studio del 2013, i ricercatori hanno trovato un'introgressione relativa a 18 geni di Neanderthal - molti dei quali legati all'adattamento ai raggi UV - all'interno della regione del cromosoma 3p21.31 (regione HYAL) di asiatici orientali. Gli aplotipi introgressivi sono stati selezionati positivamente solo nelle popolazioni dell'Asia orientale, aumentando costantemente da 45000 anni fa fino ad un improvviso aumento del tasso di crescita intorno a 5000-3500 anni fa. Si verificano a frequenze molto alte tra le popolazioni dell'Asia orientale in contrasto con altre popolazioni eurasiatiche (ad esempio popolazioni europee e dell'Asia meridionale). I risultati suggeriscono inoltre che questa introgressione Neanderthal si sia verificata all'interno della popolazione ancestrale proto-mongoloide, comune ad asiatici orientali e nativi americani.
I dati a partire dal 2005 avevano in precedenza dimostrato che un gruppo di alleli conosciuto collettivamente come aplogruppo D di microcefalina, un gene regolatore critico per il volume cerebrale, si originò da una popolazione umana arcaica. I risultati mostrano che l'aplogruppo D si introgresse 37000 anni fa (sulla base dell'età di coalescenza di alleli D derivati) negli esseri umani moderni da una popolazione umana arcaica che si separò 1,1 milioni di anni fa (stima basata sul tempo di separazione tra gli alleli D e non D), in linea con il periodo in cui gli uomini di Neanderthal e gli esseri umani moderni coesistettero e si separarono. L'alta frequenza dell'aplogruppo D (70%) suggerisce che è stato selezionato positivamente per l'uomo moderno. La distribuzione dell'allele D di microcefalina è elevata al di fuori dell'Africa ma bassa nell'Africa subsahariana, il che suggerisce inoltre che l'ibridazione accadde nelle popolazioni eurasiatiche arcaiche. Questa differenza di distribuzione tra l'Africa e l'Eurasia suggerisce che l'allele D si originò dai Neanderthal. Tuttavia, uno studio del 2010 ha rilevato che un individuo Neanderthal rinvenuto a Riparo Mezzena nei Monti Lessini (Verona), era omozigote per un allele ancestrale di microcefalina, non fornendo così alcun supporto alla teoria secondo la quale i Neanderthal fornirono l'allele D agli esseri umani moderni, senza però escludere la possibilità di una sua origine Neanderthal. Lo studio del genoma di Neandertal nel 2010, inoltre, non ha potuto confermare un'origine Neanderthal dell'aplogruppo D del gene microcefalina. Un nuovo definitivo studio del 2016 è arrivato alla conclusione che il frammento di mandibola non è di un «ibrido», ma appartiene a un uomo anatomicamente moderno (Homo sapiens) di età neolitica (± 5,5 mila anni fa), datazione confermata sia dalle analisi del DNA sia da quelle con il carbonio 14.
Uno studio del 2011 ha trovato che HLA-A*02, A*26/*66, B*07, B*51, C*07:02 e C*16:02 del sistema immunitario, sono stati introdotti nell'Homo sapiens dall'Homo neanderthalensis. Dopo la migrazione fuori dall'Africa, gli esseri umani moderni si incontrarono e incrociarono con gli esseri umani arcaici, il che fu vantaggioso per gli esseri umani moderni nel ripristinare rapidamente la diversità HLA e nell'acquisire nuove varianti di HLA che sono più adatte ai patogeni locali.

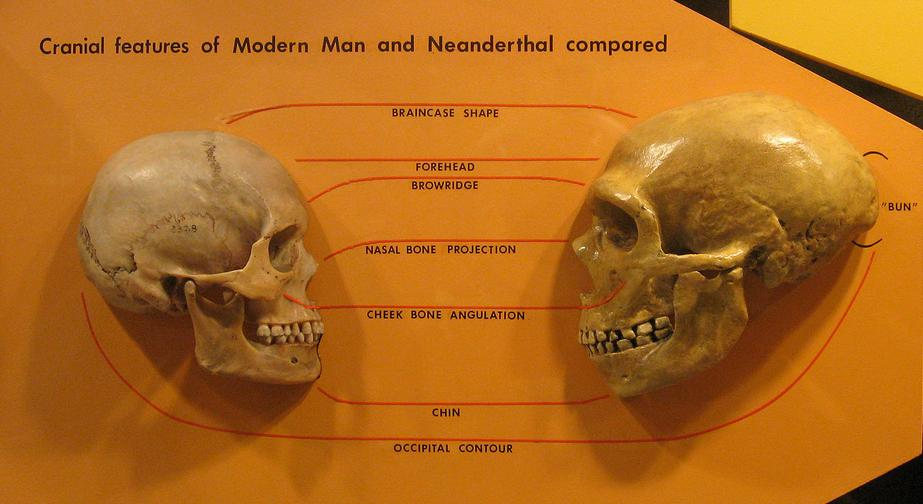
Comparazione morfologica tra un cranio di Homo sapiens e un cranio di Homo neanderthalensis

Le più remote tracce di ibridazione attualmente rinvenute, sono quelle ritrovate nel DNA della cosiddetta donna di Zlatý kůň, che risalgono a 45.000 anni fa.

### Morfologia
Secondo uno studio del 1999, i resti di sepoltura risalenti all'inizio del Paleolitico superiore di un bambino di 4 anni ad Abrigo do Lagar Velho (Portogallo) mostra tratti ibridi Neanderthal e umani moderni. Considerando la datazione dei resti di sepoltura (risalenti a 24500 anni fa) e la persistenza di tratti Neanderthal molto tempo dopo il periodo di transizione dall'uomo di Neanderthal a una popolazione umana moderna in Iberia (28000 - 30000 anni fa), è stato suggerito che il bambino potrebbe essere stato un discendente di una popolazione già fortemente mescolata.
In uno studio del 2003 i ricercatori hanno scoperto che uno tra i primi uomini moderni in Europa, Oase 1, la cui mandibola è stata rinvenuta a Peştera cu Oase in Romania e datata a 34000-36000 anni fa, presentava un mosaico di caratteristiche moderne, arcaiche e Neanderthal. Questa mandibola mostra un ponte linguale del forame mandibolare, che non è presente negli esseri umani precedenti tranne che nei Neanderthal del medio-tardo e tardo Pleistocene, suggerendo così l'affinità con gli uomini di Neanderthal. Come è possibile notare dalla mandibola di Oase 1, c'è stato un cambiamento craniofacciale apparentemente significativo nei primi uomini moderni, o per lo meno in quelli europei, a causa di un certo grado di mescolanza con i Neanderthal.
In uno studio del 2006, alcuni ricercatori hanno scoperto che i resti umani rinvenuti a Peştera Muierilor in Romania e risalenti all'inizio del Paleolitico superiore (35000 anni fa) presentano il modello morfologico dei primi esseri umani moderni europei, ma possiedono anche tratti arcaici e / o dell'uomo di Neanderthal, suggerendo un'ibridazione dei primi uomini moderni europei con i Neanderthal piuttosto che una completa sostituzione di questi ultimi. Queste caratteristiche includono una grande larghezza interorbitale, arcate sopraccigliari relativamente piatte, un occipite prominente, una fossa mandibolare asimmetrica e piccola, un processo coronoideo alto e relativamente perpendicolare al condilo mandibolare, e una stretta cavità glenoidea della scapola.
Uno studio del 2007 ha rilevato che i primi esseri umani moderni europei (risalenti a più di 33000 anni fa) e i successivi Gravettiani del medio Paleolitico superiore, pur essendo anatomicamente in gran parte in linea con i primi umani moderni africani del Paleolitico medio, avevano anche tratti tipicamente Neanderthal, suggerendo che una sola origine umana moderna del Paleolitico medio è improbabile per i primi esseri umani moderni europei.
Nel marzo 2013, nuovi dati sulla mascella Neanderthal del riparo di Mezzena (nei Monti Lessini) hanno indicato possibili incroci negli ultimi Neanderthal italiani. La mascella (più precisamente un residuo del corpo della mandibola) rientra nella gamma morfologica degli esseri umani moderni, ma mostra anche forti somiglianze con alcuni degli altri esemplari di Neanderthal, indicando un cambiamento nella tarda morfologia dei Neanderthal forse a causa di incroci con gli esseri umani moderni. Ma gli ultimi studi con approcci interdisciplinari sulla mandibola – in tutto sono una quindicina le ricerche compiute intorno al reperto, scoperto nel 1957, presso il sito preistorico sopra Avesa –, hanno messo in evidenza che non si tratta di un soggetto vissuto fra 37.000 e 42.000 anni fa.
Uno studio del 2015 ha fornito un resoconto su Manot 1, un cranio parziale di un uomo moderno che è stato recentemente scoperto nella cava Manot in Galilea occidentale e datato a 54,7 (± 5,5) mila anni fa. Il ritrovamento rappresenta la prima prova fossile del periodo in cui gli esseri umani moderni migrarono con successo dall'Africa e colonizzarono l'Eurasia. Inoltre fornisce la prima prova fossile che gli esseri umani moderni abitarono il Levante meridionale durante il Paleolitico medio e superiore, contemporaneamente all'uomo di Neanderthal e vicino al probabile evento di incrocio. Le caratteristiche morfologiche suggeriscono che la popolazione di Manot può essere strettamente collegata o diede origine ai primi esseri umani moderni che poi colonizzarono con successo l'Europa, fondando le prime popolazioni del Paleolitico superiore.

## Denisoviani
Uno studio del 2010 ha dimostrato che i melanesiani (ad esempio, i nativi della Papua Nuova Guinea e dell'isola di Bougainville) condividono relativamente più alleli con l'uomo di Denisova rispetto ad altri eurasiatici e africani studiati. Si stima che una parte compresa tra il 4% e il 6% del genoma dei melanesiani derivi dall'uomo di Denisova, mentre nessun altro eurasiatico o africano mostra contributi dei geni denisoviani. È stato osservato che il contributo genetico dell'uomo di Denisova è presente tra i melanesiani ma non tra gli asiatici orientali, indicando che ci fu un'interazione tra i primi antenati dei melanesiani e i denisoviani, ma questa interazione non avvenne nelle regioni vicine al sud della Siberia, dove sono stati trovati gli unici resti dell'uomo di Denisova finora. Inoltre, uno studio del 2011 ha anche mostrato una condivisione relativamente maggiore di alleli tra i denisoviani e gli aborigeni australiani, rispetto ad altri eurasiatici e alle popolazioni africane, in linea con l'alta commistione relativa tra i primi antenati dei melanesiani e l'uomo di Denisova.

La linea di Wallace

Nel 2011, un altro studio ha confermato che la più alta presenza di genoma denisoviano si trova nelle popolazioni dell'Oceania, seguite da molte popolazioni del sudest asiatico, ma non nelle popolazioni asiatiche orientali. C'è un significativo materiale genetico denisoviano nelle popolazioni orientali del sud-est asiatico e dell'Oceania (ad esempio, aborigeni australiani, polinesiani, figiani, indonesiani orientali, filippini Mamanwa e Manobo), ma non nelle popolazioni occidentali e continentali del sudest asiatico (es. indonesiani occidentali, malesi Jehai, Andamanesi Onge e asiatici della terraferma), indicando che l'ibridazione con l'uomo di Denisova accadde nel sudest asiatico anziché nell'Eurasia continentale. L'osservazione dell'alta commistione con i denisoviani in Oceania e la mancanza della stessa in Asia continentale suggerisce che i primi uomini moderni e i denisoviani si incrociarono ad est della linea di Wallace che divide il sud-est asiatico.
Tuttavia, in contrasto con i risultati precedenti, in una ricerca più recente si sono scoperti indizi secondo i quali le popolazioni asiatiche continentali e quelle native americane hanno uno 0,2% di contributo denisoviano, nonostante esso sia venticinque volte più basso di quello nelle popolazioni dell'Oceania. La modalità del flusso genico in queste popolazioni è attualmente sconosciuta. Dopo gli abitanti dell'Oceania, è stato osservato che gli asiatici sudorientali, in generale, hanno affinità con l'uomo di Denisova. I risultati indicano che l'evento del flusso genico denisoviano accaduto tra gli antenati comuni dei filippini, degli aborigeni australiani e dei guineani. I guineani e gli aborigeni australiani hanno tassi simili di commistione denisoviana, e ciò indica che l'incrocio si sia verificato prima dell'ingresso del loro antenato comune nel Sahul (Nuova Guinea e Australia del Pleistocene), almeno 44.000 anni fa.

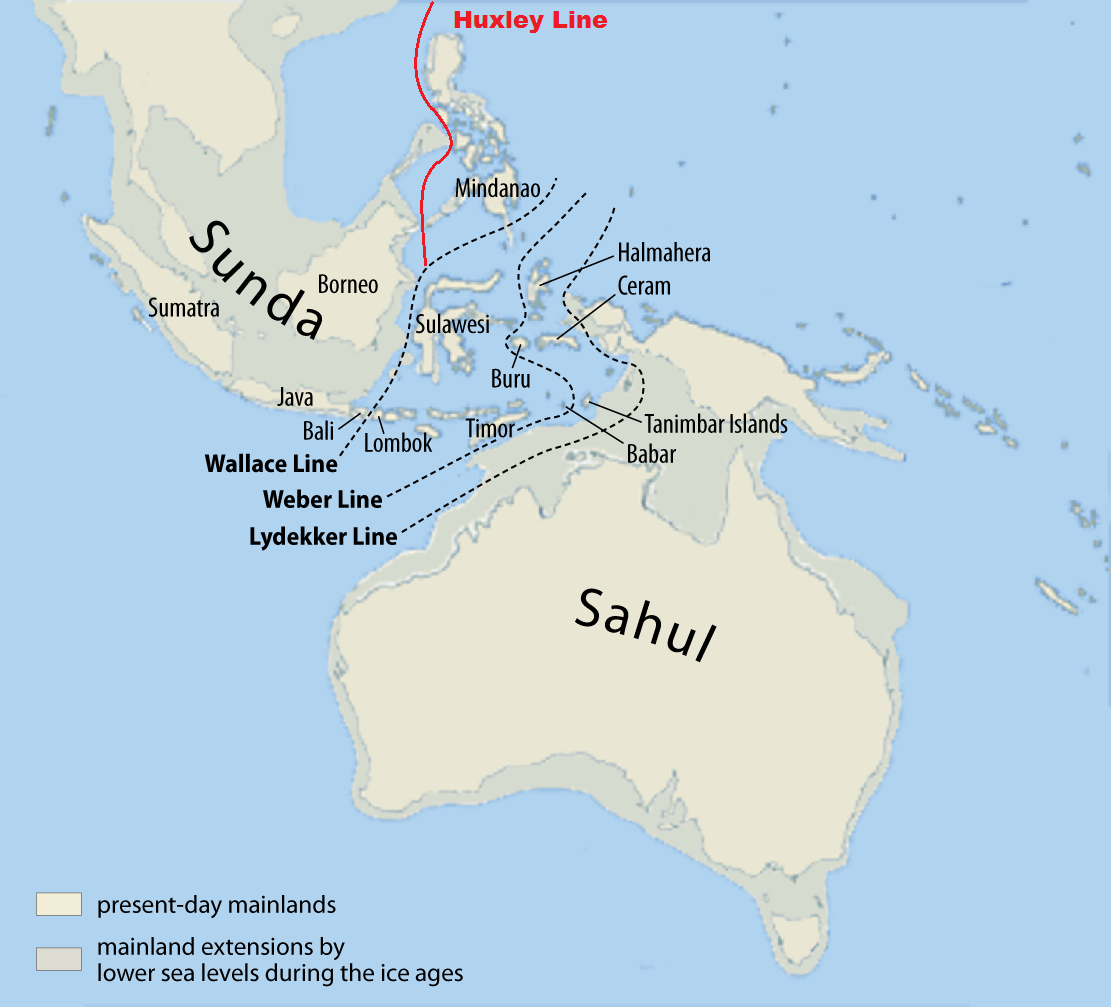
La linea di Wallace a confronto con altre delimitazioni delle differenze faunistiche rilevate nella zona. In grigio viene mostrata la probabile estensione delle terre durante l'ultimo massimo glaciale, quando il livello marino era più basso di circa 110 metri.

È stato anche osservato che la quantità di corredo genetico australoide negli asiatici sudorientali è proporzionale alla commistione denisoviana, tranne nelle Filippine, dove vi è un contributo denisoviano superiore a quello australoide. Reich et al. (2010) hanno suggerito una possibile spiegazione del fatto con una delle prime ondate migratorie degli esseri umani moderni verso est, alcuni dei quali erano gli antenati comuni degli odierni filippini / guineani / australiani che si incrociarono con l'uomo di Denisova, rispettivamente seguita da:
1. una divergenza dei primi antenati dei filippini
2. un incrocio tra i primi antenati guineani e australiani con una parte della stessa popolazione iniziale della migrazione che non ha subito il flusso genico denisoviano
3. un incrocio tra i primi antenati dei filippini con una parte della popolazione proveniente da un'altra ondata migratoria verso est più tardiva (l'altra parte della quale avrebbe poi generato gli odierni asiatici orientali).[31]

È stato dimostrato che gli eurasiatici hanno un po' di materiale genetico, sebbene di gran lunga meno arcaico rispetto a quello delle popolazioni citate finora, che si sovrappone a quello denisoviano. Ciò è derivante dal fatto che i denisoviani sono legati ai neanderthaliani, i quali hanno contribuito al pool genetico eurasiatico, e quindi quel materiale genetico denisoviano non è causato da incroci dei denisoviani con i primi antenati degli eurasiatici.
I resti scheletrici di uno dei primi Homo sapiens rinvenuto nella grotta di Tianyuan (vicino a Zhoukoudian, in Cina) e risalente a 40000 anni fa ha confermato un contributo neanderthaliano tra gli eurasiatici di oggi, ma non ha mostrato alcun contributo denisoviano discernibile. Egli fu l'antenato di molti asiatici e nativi americani, ma fu successivo alla divergenza tra asiatici ed europei. La mancanza del componente genetico denisoviano nell'individuo di Tianyuan suggerisce che tale contributo genetico è sempre stato scarso nella terraferma.
Uno studio del 2011, esplorando gli alleli HLA del sistema immunitario, ha suggerito che HLA-B*73 è stato introgresso dai denisoviani negli esseri umani moderni in Asia occidentale, per via della distribuzione e della divergenza di HLA-B*73 dagli altri alleli HLA. Negli esseri umani moderni, HLA-B*73 è concentrato in Asia occidentale, mentre è raro o assente altrove. Anche se HLA-B*73 non è presente nel genoma denisoviano sequenziato, lo studio ha rilevato che era associato all'HLA-C*15:05 dei denisoviani dal linkage disequilibrium, in linea con la stima del 98% di quegli esseri umani moderni che portavano sia B*73 che C*15:05.
I due allotipi HLA-A (A*02 e A*11) e i due HLA-C (C*15 e C*12:02) denisoviani corrispondono ad alleli comuni negli esseri umani moderni, considerando il fatto che uno degli allotipi HLA-B dei denisoviani corrisponde ad un allele ricombinante raro e l'altro è assente negli esseri umani moderni. Si ritiene che questi devono essere stati introgressi dai Denisova agli esseri umani moderni, perché è improbabile che siano stati conservati in modo indipendente in entrambi per così tanto tempo, a causa dell'alto tasso di mutazione degli alleli HLA.
i Denisoviani presentavano caratteristiche che li rendevano adatti a vivere ad altitudini elevate e a temperature estreme, che si sarebbero trasmesse tramite il meccanismo genetico dell'introgressione nelle popolazioni tibetane e, in misura minore, nella popolazione cinese degli Han.
Uno studio 2014 ha ipotizzato che una variante del gene EPAS1, che si ritiene associato all'ipossia, è stata introdotta dai Denisovani, tramite il meccanismo genetico dell'introgressione, nelle popolazioni tibetane e, in misura minore, nella popolazione cinese degli Han. I Denisoviani presentavano caratteristiche che li rendevano adatti a vivere ad altitudini elevate e a temperature estreme; la variante denisovana avrebbe agito limitando il normale aumento dei livelli di emoglobina nel sangue, che si registra negli ambienti di alta montagna per compensare i bassi livelli di ossigeno al costo dell'aumento della viscosità del sangue, determinando così un migliore adattamento all'altitudine. La variante genetica EPAS1 avrebbe quindi fornito una variazione genetica che ha aiutato gli esseri umani, i Tibetani e gli Han in particolare, ad adattarsi a questi nuovi ambienti.

## Ominide africano arcaico
Il rapido deterioramento dei fossili negli ambienti africani ha reso attualmente irrealizzabile confrontare la commistione degli umani moderni con i campioni di riferimento di ominidi africani più arcaici.
Nel 2011, dopo aver trovato tre regioni candidate con introgressione ricercando modelli insoliti di variazioni - che indicavano un'origine diversa - in 61 regioni non codificanti da due cacciatori-raccoglitori (Pigmei Biaka e Boscimani, mostrati significativi per la commistione nei dati) e un gruppo agricolo africano occidentale (Mandinga, mostrato non significativo per la commistione nei dati), i ricercatori hanno concluso che circa il 2% del materiale genetico trovato in alcune popolazioni dell'Africa sub-sahariana è stato inserito nel genoma umano circa 35.000 anni fa da ominidi arcaici che si separarono dalla moderna stirpe umana circa 700.000 anni fa. Dopo un'indagine sugli aplotipi introgressivi nelle popolazioni sub-sahariane, è stato suggerito che l'ibridazione è avvenuta con ominidi arcaici che forse un tempo abitavano l'Africa centrale.
Nel 2012, i ricercatori hanno studiato le sequenze dell'intero genoma ad alta copertura di quindici sub-sahariani maschi cacciatori-raccoglitori appartenenti a tre gruppi - cinque Pigmei (tre Biaka, un Bedzan, e un Bakola) dal Camerun, cinque Hadza e cinque Sandawe dalla Tanzania - trovando segni che gli antenati dei cacciatori-raccoglitori si incrociarono con una o più popolazioni umane arcaiche, probabilmente più di 40.000 anni fa. Essi hanno inoltre scoperto che il periodo in cui visse l'antenato comune più recente dei quindici soggetti testati con gli aplotipi introgressivi putativi era 1,2 o 1,3 milioni di anni fa.